# 'Ej, ljubavi stara
'Ej, ljubavi stara je studijski album pevačice Merime Njegomir iz 2016. godine sa pesmama crnogorskog melosa, treći sa crnogorskim pesmama i njen dvadeset peti po redu studijski album. Album je objavila diskografska kuća Gold audio video.

## Pesme na albumu
| Br. | Naziv pesme                            |
| --- | -------------------------------------- |
| 1.  | Svadbeno se kolo vije (Jovan i Jelena) |
| 2.  | Pod Ostrogom                           |
| 3.  | Srce trepti sa Lovćena                 |
| 4.  | Na Ljubotinj kraj Cetinja              |
| 5.  | Ej, ljubavi stara                      |
| 6.  | Ej, kaldrme i sokaci                   |
| 7.  | Dok je majka bila živa                 |
| 8.  | Tekla voda na valove                   |
| 9.  | Svud je kiša, svud je blato            |
| 10. | Podgorice, vječni grade                |
| 11. | Dva bijela goluba                      |
| 12. | Još ne sviće rujna zora                |
| 13. | Leti, leti, bijeli golube              |
| 14. | Sitan biser sa Đerdana                 |

## Spoljašnje veze
- Informacije o albumu na discogs.com